# デーヴィト・シュトリーゾフ
デーヴィト・シュトリーゾフ（Devid Striesow, 1973年10月1日 - ）は、ドイツの俳優である。

## 出演作品

### 映画
- ヒトラー 〜最期の12日間〜 Der Untergang (2004) フリッツ・トルノウ
- ヒトラーの贋札 Die Fälscher (2007) フリードリヒ・ヘルツォーク親衛隊少佐
- 西部戦線異状なし Im Westen nichts Neues (2022) フリードリヒ将軍